# 產品缺陷
產品缺陷也稱為不良品或瑕疵品，是指產品無法到達其原先設計或製造時，預期會有的功能。
產品缺陷主要會出現在有關產品安全的法律文件中，在其中的意思是：「任何使產品無法達到合理安全性的性質。」。有關缺陷產品造成損害的相關法律稱為產品責任。
造成產品缺陷的原因很多。產品可能在設計時就有缺陷（設計缺陷），因此產品的設計不佳，或是無法良好的進行測試，因此此一設計產生的產品本身就無法產生原先預期的完全機能。另一種情形是設計正確，但是因為製造上的問題（例如使用到不正確的原料）而產生問題（製造缺陷）。在法律上，若沒有提供適當的使用說明提供給顧客，或是產品上缺乏必要的警告標籤，警告在正常使用以及異常使用下可能造成的危害，也算是產品缺陷。
若產品有缺陷，但還不致於有危險性，這類的產品可能會因為有缺陷而折價出售。例如成衣的生產線發生有一條生產線的衣服袖子不平整，製造商可能會考慮將這批衣服折價出售，多半會銷到暢貨中心，並且會去除去品牌標籤，因為其品質不符品牌的標準。有些有缺陷的電子產品也可能會進行重工。

## 供應鏈的產品品質風險
供應鏈的產品品質風險（Product quality risk in supply chain）著重在和供應鏈有關的品質問題，而不是和製造品質有關的問題。Tse和Tan（2009年）解釋供應鏈的產品品質風險（Product Quality Risk in Supply Chain，PQR）為：
任何供應鏈成員中的固有品質問題（原物料／成份／生產／物流／包裝）都會觸發骨牌效應，而且透過多層供應網路傳播。因為此原因，供應網路中的成員很難去追蹤針對產品的最終品質上，誰作了什麼，而且是在何時作的。公司銷售給客戶的產品中包括了公司本身的零件以及供應商的零件。產品受損時，可能是因為公司本身零件的缺陷，也可能是供應商零件的缺陷，但最終都是公司要承擔後果。

### 實務上
產品品質風險是供應鏈風險中固有的一部份，也可能會包括部份或是全部的風險因素，例如作業風險、中斷風險及聲譽風險。例如，當美泰兒的玩具中發現含鉛時，會破壞公司的聲譽，也讓產品無法在市面上銷售
文獻裡還沒有完整探究產品品質風險的概念。雖然Zsidisin有提到品質風險包括生產不安全產品，可能危害消費者的風險，而缺陷可能是出現在另一家公司或分包商的產品。不過包括產品品質風險以及在供应链裡的多米諾骨牌理論都沒有完整的研究。